# Midjanycja
Midjanycja, dříve česky Midjanice nebo Měděnice, ukrajinsky Мідяниця, maďarsky Medence, je ves ležící v Zakarpatské oblasti Ukrajiny,  v okrese Berehovo. Je součástí jednotného územního společenství (hromady) Kamjanske. V roce 2001 zde žilo 846 obyvatel.

## Historické názvy
1378 – Medencze
1463 – Medenche
1530 –  Medencze
1564 – Kraÿna Medencze
1570 – Medenczie
1773 – Medencze, Medinitz
1808 – Medencze, Medincze, Medjanicza
1851 – Medencze, Migyanicza
1913 – Medence,
1925 – Midjanice
1930 – Medenice, Měděnice
1944 –  Medence, Мъдяница
1983 – Мідяниця, Медяница